# Charles Popineau
Charles Fernand Robert Popineau (né le 1er juin 1925 à Paris et mort le 19 avril 1991 à Garches) est un graphiste et illustrateur français, surtout connu internationalement pour ses illustrations de livres.

## Vie professionnelle
Charles Popineau est né dans le 12e arrondissement de Paris en 1925 et a étudié dans les années 1940 dans les ateliers de Maître Emmanuel Fougerat et du graphiste Paul Colin. Avant de devenir dessinateur de BD, il a travaillé comme illustrateur pour des magazines comme Paris Match et Elle. Popineau a été l'un des principaux dessinateurs des bandes verticales « Le Crime Ne Paie Pas » et « Les Amours Célèbres » de Paul Gordeaux, publiées de 1950 à 1970 dans le quotidien France-Soir. Ces bande dessinée à format vertical, écrites par Paul Gordeaux et plus tard par Robert Mallat, racontaient l'histoire d'énigmes policières célèbres ou d'histoires d'amour.
Popineau a également créé des bandes horizontales comme « Le Poignard Kirghiz » (1953), « Ben-Hur » (1961), « Papillon » (1970) et « A Chacun son Mensonge » (1971). Il a également produit des bandes dessinées publicitaires, comme « Ecoutez ce Que dit Catherine » pour Butagaz en 1958. En 1972, il a quitté France Soir pour se concentrer sur l'illustration de livres pour des éditeurs comme les Éditions du Cerf, les Éditions Albin Michel et Hachette Livre. Il est décédé en 1991 à Garches, dans les Hauts-de-Seine.